# Dalla mia finestra: Al di là del mare
Dalla mia finestra: Al di là del mare (A través del mar) è un film del 2023 diretto da Marçal Forés.
Ariana Godoy ne ha firmato il soggetto e cofirmato la sceneggiatura con Eduard Sola. Il film, sequel di Dalla mia finestra (2022), ha come protagonisti Clara Galle e Julio Peña Fernández ed è stato distribuito dalla piattaforma Netflix il 23 giugno 2023.
Nel 2024 ha avuto un seguito in Dalla mia finestra: Guardando te.

## Trama
È trascorso un anno da quando Ares Hidalgo si è trasferito a Stoccolma per frequentare  la facoltà di medicina. La storia con Raquel prosegue nonostante le difficoltà comportate dalla distanza, Telefonate e videochiamate sono il loro pane quotidiano, a cui si aggiungono brevi weekend insieme quando la voglia di rivedersi impedisce loro di concentrarsi su altro. L’estate è alle porte, Ares torna in Spagna e porta Raquel nella casa al mare. Una volta arrivati, scoprono di non essere soli. Ci sono anche i fratelli Apolo, Artemis e Claudia, la domestica tuttofare degli Hidalgo con cui Artemis ha una relazione segreta da tempo. Poco dopo li raggiungono gli amici più cari, tra cui Yoshi, ovvero il migliore amico di Raquel, perdutamente innamorato di lei.
È l'inizio di una vacanza che metterà in evidenza le crepe del loro rapporto, nonostante lo abbiano sempre considerato indistruttibile. Ares attraversa un momento difficile. È insoddisfatto della sua nuova vita in Svezia perché sente che non è la sua strada, ma non riesce a confidarsi con Raquel. Dal canto suo, Raquel va avanti con lo studio ma ha un pensiero fisso: inviare il proprio romanzo a una casa editrice, ma non ha il coraggio di farlo. A spronarla c’è Yoshi, il quale promette che diventerà il suo agente. Inoltre, quando lei incontra il compagno di università Gregory, amico di vecchia data di Ares, questi finge di non conoscerla. All'inizio della vacanza, per ovviare alla lontananza che inevitabilmente li ha raffreddati, si promettono di cercarsi «fino a ritrovarsi«. Tuttavia, quella promessa carica d’amore e di speranza è forse destinata a rimanere tale.  E chissà che Ares non rischi di perdere la sua «strega».
Mentre Raquel prova a riavvolgere i fili della sua storia, fa il suo ingresso in scena Vera, una grande amica di Ares. Da subito Raquel ha uno strano sentore. Si fida del fidanzato, ma Vera sembra provare un interesse che va oltre la semplice amicizia. Anche per Yoshi è un momento complicato; deve barcamenarsi tra le attenzioni che gli riserva Anna e la speranza che Raquel si innamori finalmente di lui.
La vacanza procede bene o male nella normalità, fino a quando si assiste a un ribaltamento delle sorti di tutti i rapporti. Artemis anziché onorare la promessa fatta a Claudia, ovvero rendere pubblica la loro relazione, la umilia di fronte alla madre, per poi  licenziarla. Quando capirà di aver sbagliato sarà troppo tardi. I dubbi di Raquel, sulla sua relazione con Ares, vengono confermati quando scopre che lui l'ha tradita con Vera. Affranta e delusa, decide di andare avanti senza di lui e quella sera a una festa si lascia andare con Gregory, ma sui loro destini si affaccia la tragedia. Yoshi decide di rubare la moto di un ragazzo che lo aveva importunato. Il ragazzo insegue Yoshi in una corsa sfrenata in moto che finisce nel più tragico dei modi: Yoshi cade giù da un burrone e, nonostante il tentativo di soccorso di Ares, muore.  Dopo il tragico evento  Raquel scopre che Yoshi aveva inviato il suo romanzo a una casa editrice che ha deciso di pubblicarlo. Il film finisce con Raquel e Ares che litigano e decidono di lasciarsi, scaricando la responsabilità della morte di Yoshi l'un l'altro.

## Produzione
Dopo l'uscita del primo film, il 15 febbraio 2022 Netflix confermò la volontà di produrre due ulteriori pellicole. Le riprese ebbero inizio il 4 aprile 2022 in Catalogna. Oltre ai due attori protagonisti Clara Galle e Julio Peña Fernández vennero riconfermati anche Hugo Arbués, Eric Masip, Natalia Azahara, Guillermo Lasheras e Emilia Lazo, mentre si aggiunsero al cast Andrea Chaparro, Iván Lapadula e Carla Tous.

## Sequel
Il terzo e ultimo film della trilogia, Dalla mia finestra: Guardando te, è stato distribuito da Netflix il 23 febbraio 2024.